# Antonow An-24
Die Antonow An-24 (NATO-Codename: Coke) ist ein Kurzstrecken-Passagier- und Frachtflugzeug sowjetischer Herkunft. Ausgelegt als typischer Antonow-Schulterdecker und angetrieben von zwei Turboproptriebwerken wird sie vorrangig in der zivilen Luftfahrt eingesetzt. Über 1300 Flugzeuge dieses Typs wurden gebaut.

## Geschichte
Die An-24 entstand aufgrund einer Forderung der Aeroflot aus dem Jahr 1957 nach einem 32-sitzigen Passagierflugzeug, das auf schlecht befestigten Kleinflugplätzen unter wechselnden Witterungsbedingungen operieren konnte. Es sollte die Lissunow Li-2, Iljuschin Il-12 und Il-14 der sowjetischen Fluggesellschaft ersetzen. Das OKB Antonow erhielt Im Dezember 1957 den Entwicklungsauftrag und entwarf einen Schulterdecker, der ursprünglich von vier Kolbenmotoren mit je 700 PS (515 kW) angetrieben werden sollte. Schließlich fiel die Entscheidung für einen Antrieb mit zwei Turboproptriebwerken Iwtschenko AI-24. Der Erstflug mit dem ersten Prototyp (Luftfahrzeugkennzeichen СССР–1959) war am 20. Oktober 1959 in Kiew mit J. Kurlin und G. I. Lisenko. Der zweite Prototyp (СССР–1959) mit modifiziertem Bug, nach vorn vergrößertem Seitenleitwerk und längeren Triebwerksgondeln flog ein Jahr später. Nach dem Bau dreier Vorserienflugzeuge begann Anfang 1962 die Serienfertigung des Flugzeuges mit zwei Iwtschenko AI-24A und Vierblattpropellern AW-72. Sie wurde in den Werken Nr. 39 in Irkutsk, Nr. 99 in Ulan-Ude und Nr. 473 in Kiew durchgeführt. Die An-24 wurde bei der Aeroflot als Frachtflugzeug im Juli 1962 in Dienst gestellt und am 1. Dezember 1963 auf der Strecke Kiew–Cherson als 44-sitziges Passagierflugzeug mit je acht Fenstern an den Kabinenseiten. Zirka ein Drittel aller Passagierbewegungen in der Sowjetunion wurden später mit An-24 abgewickelt.

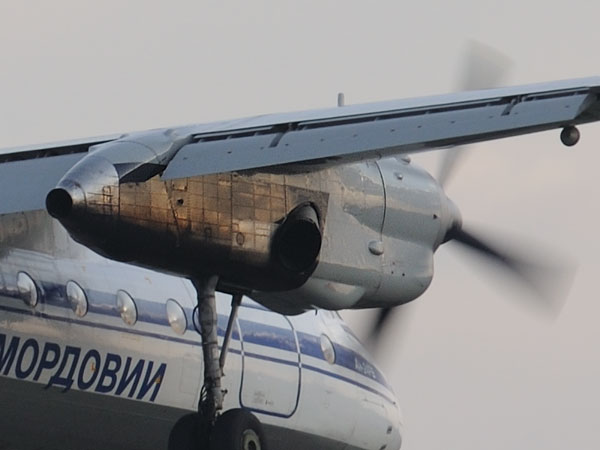
Strahltriebwerk Tumanski RU-19A-300 in der rechten Motorgondel der Version An-24RW

Im Laufe der Zeit entstanden um das Basismodell eine ganze Reihe erfolgreicher Flugzeuge, so zum Beispiel die An-24RW mit einem zusätzlichen Strahltriebwerk Tumanski RU-19A-300 anstelle des TG-16-Startergenerators in der rechten Motorgondel, die Frachtversion An-24T und das Löschflugzeug An-24P. Die An-24 wurde in der Volksrepublik China als Xian Y-7 weiter produziert.
Aus der An-24 wurden die militärische Transportvariante An-26, das Luftbildflugzeug An-30 und das Transportflugzeug An-32 abgeleitet. Das zivile Nachfolgemodell ist die An-140.

## Zwischenfälle
Seit 1962 kam es bis Juli 2025 zu insgesamt 172 Totalverlusten der An-24. Bei 92 davon kamen insgesamt 2215 Menschen ums Leben.
- Am 2. Februar 1966 verunglückte eine Antonow An-24W der ägyptischen United Arab Airlines (heute Egypt Air) (Luftfahrzeugkennzeichen SU-AOB) bei einem Testflug am Flughafen Luxor (Ägypten). Über Personenschäden ist nichts bekannt. Das Flugzeug wurde irreparabel beschädigt.[5]

- Am 18. März 1966 stürzte eine von Nikosia kommende An-24B der ägyptischen United Arab Airlines (SU-AOA) beim Landeanflug auf den Flughafen Kairo-International fünf Kilometer nordöstlich davon ab. Alle 30 Insassen, fünf Besatzungsmitglieder und 25 Passagiere, wurden getötet (siehe auch United-Arab-Airlines-Flug 749).[6]

- Am 30. September 1966 wurde mit einer Antonow An-24W der ägyptischen United Arab Airlines (heute Egypt Air) (SU-AOM) auf dem Flughafen Kairo-International (Ägypten) eine vorbereitete Bauchlandung durchgeführt. Beim vorhergegangenen Start auf dem Flughafen Luxor war die Maschine mit einem auf der Startbahn gehenden Kamel kollidiert. Daraufhin konnte das rechte Hauptfahrwerk nicht mehr korrekt eingefahren werden. Die Piloten entschieden sich dafür, den Flug zum Zielort Kairo fortzusetzen und machten dort eine Bauchlandung auf einem Sandstreifen. Alle 43 Insassen, sechs Besatzungsmitglieder und 37 Passagiere, blieben unverletzt. Das Flugzeug wurde irreparabel beschädigt.[7]

- Am 18. August 1968 stürzte eine An-24B der ägyptischen United Arab Airlines (SU-AOL) auf einem internationalen Linienflug von Kairo nach Damaskus ins Mittelmeer. Alle 40 Insassen, sieben Besatzungsmitglieder und 33 Passagiere, kamen ums Leben.[8]

- Am 2. April 1969 flog eine An-24B (SP-LTF) der polnischen Fluggesellschaft Polskie Linie Lotnicze LOT abseits der Flugroute in den Hang des Berges Polica in der Gemarkung von Zawoja in den Westkarpaten, nachdem die Crew aus einer nicht abschließend geklärten Ursache den Zielflughafen Krakau um ca. 50 Kilometer verfehlt hatte. Alle 53 Personen an Bord der vollbesetzten Antonow An-24B wurden dabei getötet (siehe auch LOT-Flug 165).[9]

- Am 3. August 1969 stürzte eine Antonow An-24 der Aeroflot (CCCP-46248) auf dem Flug von Dnipropetrowsk nach Winnyzja durch einen Propellerblattbruch kurz nach dem Start ab, wobei alle 55 Insassen starben.[10]

- Am 30. Januar 1970 brach bei einer An-24B der ägyptischen United Arab Airlines (SU-AOK) bei der Landung auf dem Flughafen Luxor das Fahrwerk zusammen. Die Maschine wurde irreparabel beschädigt. Alle Personen an Bord überlebten den Unfall.[11]

- Am 4. Februar 1970 wurde eine auf einem im Auftrag der rumänischen Regierung durchgeführten Sonderflug von Bukarest nach Oradea befindliche Antonow An-24W der TAROM (YR-AMT) gegen einen verschneiten Berghang der Vlădeasa-Gebirgskette geflogen. Obwohl es ursprünglich acht Überlebende gegeben hatte, überlebte aufgrund der frostigen Temperaturen und eines um drei Tage verschleppten Rettungseinsatzes von den 21 Insassen an Bord nur ein Passagier den Unfall (siehe auch TAROM-Flug 35).

- Am 14. März 1970 ereignete sich an einer Antonow An-24W der ägyptischen United Arab Airlines (heute Egypt Air) (SU-AOC) eine Explosion in der Triebwerksverkleidung von Motor 1 (links). Die Maschine war auf dem Weg von Athen über Alexandria zum Flughafen Kairo-International (Ägypten). Der Motor musste abgestellt werden, Landeklappen und Fahrwerk konnten nicht mehr ausgefahren werden. Die Piloten machten am Zielflughafen eine Bauchlandung auf einem Sandstreifen. Alle 15 Insassen, sieben Besatzungsmitglieder und 8 Passagiere, blieben unverletzt. Das Flugzeug wurde irreparabel beschädigt.[12]

- Am 1. April 1970 kollidierte eine An-24 der sowjetischen Aeroflot (CCCP-47751) bei Togutschin, Region Nowosibirsk (UdSSR), mit einem Wetterballon und stürzte ab. Alle 45 Insassen starben (siehe auch Aeroflot-Flug 1661).[13]

- Am 19. Juli 1970 verunglückte eine Antonow An-24W der ägyptischen United Arab Airlines (heute Egypt Air) (SU-ANZ) am Flughafen Kairo-International. Während eines Trainingsfluges führte die Crew fünf Touch-and-Go-Manöver durch. Beim fünften Start stieg das Flugzeug nach dem Abheben auf 50 Meter und rollte bis 90° Querlage nach rechts. Nach einem Strömungsabriss stürzte es ab. Als Ursache wurde menschliches Fehlverhalten festgestellt. Alle 3 Insassen kamen ums Leben (siehe auch Flugunfall einer Antonow An-24 der United Arab Airlines bei Kairo 1970).[14]

- Am 13. November 1971 geriet eine Antonow An-24 der Aeroflot (CCCP-46378) beim Endanflug auf Kertsch (von Simferopol kommend) in ein Gebiet mit lokalen Nebel. Die Besatzung ließ das Flugzeug unter den Gleitpfad sinken, bis es am Stadtrand von Wojkowe, 2.610 Meter vor der Landebahnschwelle, gegen einen Betonmast einer Hochspannungsleitung prallte. Zu diesem Zeitpunkt flog das Flugzeug 17 Meter unter dem Niveau der Landebahn. Das Flugzeug kollidierte mit dem Dach einer Lagerhalle und stürzte ab. Alle vier Besatzungsmitglieder und sechs der elf Passagiere kamen ums Leben.[15]

- Am 16. Mai 1972 stürzte eine Antonow An-24T der Seefliegerkräfte der Baltischen Rotbannerflotte auf einen Kindergarten in Swetlogorsk. Die Besatzung hatte den barometrischen Höhendruck des Flugplatzes nicht eingestellt, so dass der Höhenmesser eine höhere Höhe als die tatsächliche Höhe anzeigte. Nach dem Überfliegen der Küstenlinie geriet sie in dichten Nebel. Die Besatzung konnte den Boden nicht mehr sehen und sank auf eine gefährlich niedrige Höhe ab. In Swetlogorsk kollidierte die Tragfläche bei einer angezeigten Höhe von 150 Metern mit einer Kiefer an einem Hang in 42 Metern Höhe. Das Flugzeug stürzte dann 200 Meter weiter auf einen Kindergarten; dabei wurden 25 Personen am Boden getötet sowie alle 6 Besatzungsmitglieder und beide Passagiere.[16]

- Am 4. November 1972 wurde eine Antonow An-24B der sowjetischen Aeroflot (CCCP-46202) im Anflug auf den Flughafen Kursk Wostotschny (UdSSR) unter schwierigen Wetterbedingungen, zu denen auch Schneefall gehörte, unter den Gleitpfad geflogen. Das Flugzeug berührte 2.500 Meter vor der inneren Markierung Bäume; es kam zu einer Bruchlandung. Die Maschine ging in Flammen auf. Alle drei Besatzungsmitglieder, die einzigen Insassen auf dem Überführungsflug, überlebten diesen CFIT (Controlled flight into terrain).[17]

- Am 21. Januar 1973 stürzte eine Antonow An-24 der sowjetischen Aeroflot (CCCP-46276) im Distrikt Bolschesosnowski nach einem Zusammenstoß mit einem unbekannten Objekt ab, vermutlich einem Wetterballon. Die Maschine war auf einem Linienflug von Krasnodar nach Perm, als sie aus einer Höhe von 5400 Metern abstürzte. Dabei starben alle 39 Insassen.[18]

- Am 18. August 1973 kam es bei einer Antonow An-24B (CCCP-46435) kurz nach dem Abheben vom Flughafen Baku-Bina mit Ziel Schewtschenko zum Ausfall des linken Triebwerks. Anstatt über dem Kaspischen Meer auf die Sicherheitsmindesthöhe zu steigen, flogen die Piloten eine Linkskurve und stürzten auf einem Ölbohrgelände ab. Von den 64 Insassen überlebten der Kapitän, der Flugingenieur und 6 Passagiere. (siehe auch Aeroflot-Flug A-13).[19]

- Am 29. Dezember 1974 wurde eine Antonow An-24RW der rumänischen TAROM (YR-AMD) auf dem Flug von Oradea nach Bukarest im Landeanflug zu einem Zwischenstopp am Flughafen Sibiu in die Lotrolui-Berge geflogen. Bei diesem CFIT (Controlled flight into terrain) wurden alle 33 Insassen getötet, Passagiere und Besatzung. Den Zwischenstopp soll ein hochrangiger lokaler Funktionär gefordert haben.[20]

- Am 22. November 1975 wurde eine Antonow An-24B der Balkan Bulgarian Airlines (LZ-ANA) bei Schneefall am Flughafen Sofia für einen Flug nach Warna enteist. Nachdem die Maschine zum Start rollte, verzögerte sich der Start, da der Schnee auf der Startbahn durch Winterdienstfahrzeuge geräumt wurde. In dieser Zeit verstrich die Wirksamkeitsdauer der durchgeführten Enteisung. Als die Startbahn wieder freigegeben wurde und der Maschine die Startfreigabe erteilt wurde, gewann diese nach dem Start nicht an Höhe und stürzte hinter der Startbahn in den Graben des Flusses Iskar. Von den 45 Insassen der Maschine starben der Erste Offizier und zwei Passagiere, die nach dem Aufprall im Fluss ertranken (siehe auch Flugunfall der Antonow An-24 LZ-ANA der Balkan Bulgarian Airlines).

- Am 21. Januar 1976 verunglückte eine Antonow An-24 der chinesischen CAAC (B-492) im Anflug auf den Flughafen Changsha-Datuopu (China). Alle 40 Insassen kamen ums Leben (siehe auch Flugunfall einer Antonow An-24 der CAAC bei Changsha 1976).[21]

- Am 9. September 1976 kollidierte eine Jakowlew Jak-40 der Aeroflot (СССР-87772) mit einer Antonow An-24 derselben Gesellschaft (СССР-46518) über dem Schwarzen Meer in der Nähe von Anapa. Alle 70 Insassen beider Maschinen starben.[22][23]

- Am 20. März 1980 verunglückte eine Antonow An-24 der chinesischen CAAC (B-484) nahe dem Flughafen Changsha-Datuopu (China) und brannte aus. Alle 26 Insassen, sieben Besatzungsmitglieder und 19 Passagiere, kamen ums Leben.[24]

- Am 8. März 1981 wurde eine Antonow An-24T der Aeroflot (СССР-46280) im Anflug auf den Flugplatz Kursk-Wostotschny 400 Meter vor dem Flughafen in den Boden geflogen. Das Flugzeug fing Feuer und brannte aus. Alle fünf Besatzungsmitglieder, die einzigen Insassen auf dem Frachtflug, überlebten diesen CFIT (Controlled flight into terrain).[25]

- Am 24. August 1981 kollidierte ein Bomber des Typs Tupolew Tu-16 siebzig Kilometer östlich Sawitinsk, Oblast Amur (Sibirien) mit einer Antonow An-24RW der Aeroflot (CCCP-46653). Dabei wurden alle 6 Insassen des Bombers sowie 31 der 32 Personen an Bord der Antonow getötet. Eine Passagierin überlebte den Absturz. Ursache war mangelhafte Koordination zwischen militärischer und ziviler Flugsicherung (siehe auch Aeroflot-Flug 811).[26]

- Am 24. Dezember 1983 stürzte eine Antonow An-24RW der Aeroflot (CCCP-46617) nach einem Strömungsabriss beim Durchstarten nach einem misslungenen Landeanflug auf den Flughafen Leschukonskoje ab. Von den 49 Personen an Bord wurden 44 getötet.[27]

- Am 18. Januar 1985 wurde eine Antonow An-24 der chinesischen CAAC (B-434) während des Durchstartens in Nebel und Sprühregen am Flughafen Jinan Yaoqiang (China) so langsam geflogen, dass es zum Strömungsabriss kam. Das Flugzeug stürzte ab. Von den 41 Personen an Bord wurden 38 getötet, alle sechs Besatzungsmitglieder und 32 Passagiere (siehe auch CAAC-Flug 5109).[28]

- Am 22. Februar 1985 verunglückte eine Antonow An-24V (TZ-ACT) der ersten Air Mali nach dem Start vom Flughafen Timbuktu infolge eines Triebwerkschadens. Von den 52 Insassen überlebte nur ein Passagier.[29]

- Am 5. September 1986 verunglückte eine auf dem Flughafen Bukarest-Otopeni gestartete Antonow An-24RW der TAROM (YR-AMF) bei der Landung auf dem Flughafen Cluj, als sie mit dem Bugfahrwerk zuerst aufgesetzt wurde, welches daraufhin zusammenbrach. Es kam zu einem Kurzschluss unter der Instrumententafel und Brand im Cockpit. Die beiden Flugbegleiterinnen konnten die 50 Passagiere evakuieren, jedoch war die dreiköpfige Cockpitbesatzung eingeschlossen und starb durch den Brand (siehe auch Flugunfall einer Antonow An-24 der TAROM am Flughafen Cluj).[30]

- Am 15. Dezember 1986 fiel bei einer Antonow An-24 der chinesischen CAAC (B-3413) in schweren Vereisungsbedingungen das Triebwerk Nr. 2 (rechts) aus. Während der Rückkehr zum Startflughafen Lanzhou Zhongchuan (China) schlug die mit nur noch einem laufenden Triebwerk fliegende Maschine im Anflug auf dem Boden auf. Dabei kamen 6 Passagiere von den insgesamt 44 Insassen ums Leben (siehe auch Flugunfall einer Antonow An-24 der CAAC bei Lanzhou).[31]

- Am 15. August 1989 stürzte eine Antonow An-24RW der China Eastern Airlines (B-3417) kurz nach dem Start vom Flughafen Shanghai-Hongqiao ab. Das rechte Triebwerk versagte beim Start. Das Flugzeug stürzte 240 Meter hinter dem Landebahnende in einen Fluss. Von den 40 Insassen kamen 34 ums Leben, alle sechs Crewmitglieder und 28 Passagiere.[32]

- Am 23. März 1991 schoss eine aus Taschkent kommende An-24RW der Aeroflot (CCCP-46472) bei der Landung in Nawoi, Usbekistan über die Bahn hinaus und fing Feuer. Die vierköpfige Besatzung sowie 34 der 63 Passagiere kamen ums Leben. Die Maschine ist für 50 Passagiere zugelassen.[33]

- Am 26. November 1991 verunglückte vermutlich wegen eines vereisten Höhenleitwerks eine An-24 der Aeroflot (CCCP-47823) mit 41 Menschen an Bord beim Durchstartversuch im Landeanflug auf Bugulma, Tatarstan, Russland. Niemand überlebte.[34]

- Am 7. April 1992 wurde eine Antonow An-24RW der Air Bissau (J5-GBE) unterwegs vom Flughafen Khartum (Sudan) zum Flughafen Tunis (Tunesien) in der Wüste durch einen Sandsturm zur Landung gezwungen. Dabei kamen die drei Besatzungsmitglieder und drei von 13 Passagieren ums Leben, einer der Überlebenden war der palästinensische Politiker Jassir Arafat. Das Flugzeug wurde zum Totalschaden.[35]

- Am 13. Dezember 1995 stürzte eine durch die rumänische Romavia für Banat Air betriebene Antonow An-24 (YR-AMR) kurz nach dem Start vom Flughafen Verona wegen eines Strömungsabrisses in den Boden. Ursache war, dass die Maschine trotz Schneefalls nicht enteist worden war. Darüber hinaus war sie um mindestens zwei Tonnen überladen. Alle 49 Menschen an Bord wurden getötet (siehe auch Banat-Air-Flug 166).[36]

- Am 22. Februar 1996 kollidierte eine Antonow An-24RW der rumänischen Zivilluftfahrtbehörde (YR-BMK) beim Anflug auf den Flughafen Baia Mare mit Baumwipfeln und stürzte in ein Haus. Das Flugzeug befand sich auf einem Kalibrierungsflug für die örtlichen Anflughilfen. Alle 8 Insassen sowie 2 Personen am Boden kamen beim Absturz ums Leben.[37]

- Am 3. Mai 1996 missglückte mit einer Antonow An-24RW der sudanesischen Federal Airlines (ST-FAG) die Notlandung in einem Vorort von Khartum (Sudan). Nach mehreren erfolglosen Landeversuchen auf dem Flughafen Khartum im Sandsturm kollidierte die Maschine bei der Notlandung mit einem Gebäude. Alle 53 Insassen, 6 Besatzungsmitglieder und 47 Passagiere, kamen dabei um.[38]

- Am 18. März 1997 stürzte eine Antonow An-24RW der russischen Stawropolskaja Akzionernaja Awia (RA-46516), mit der ein internationaler Charterflug von Stawropol nach Trabzon durchgeführt werden sollte, bei Tscherkessk ab, nachdem das Heck infolge starker Korrosion abgebrochen war. Bei dem Unfall kamen alle 50 Personen an Bord der Maschine ums Leben (siehe auch Stawropolskaja-Akzionernaja-Awia-Flug 1023).[39]

- Am 15. November 2000 stürzte eine Antonow An-24RW der angolanischen ASA Pesada (D2-FCG) kurz nach dem Start in ein Feld 5 Kilometer östlich des Flughafens Luanda/Quatro de Fevereiro (Angola). Das Flugzeug neigte sich unmittelbar nach dem Start nach links und stieg noch auf eine Höhe von 200 Fuß (etwa 65 Meter), bevor es abstürzte. Es ging nach dem Aufprall in Flammen auf. Nach den Ergebnissen einer vorläufigen Untersuchung wurde der Unfall durch einen Triebwerksausfall ausgelöst. In dem Bericht wurde der Asa Pesada auch Fahrlässigkeit vorgeworfen, weil sie keine genauen Aufzeichnungen über die Treibstoffmenge und die Zahl der Passagiere an Bord geführt hatte. Die Besatzung bestand aus einem Angolaner und vier Ukrainern. Alle 57 Insassen, fünf Besatzungsmitglieder und 52 Passagiere, wurden getötet. Bis Januar 2025 war dies der schwerste Unfall einer An-24, gemessen an der Zahl der Todesopfer.[40]

- Am 19. Januar 2006 wurde eine Antonow An-24W der Luftstreitkräfte der Slowakischen Republik beim Anflug auf den Flughafen Košice gegen einen Berg bei der nordungarischen Gemeinde Hejce geflogen. Bei diesem CFIT (Controlled flight into terrain) wurden 42 von 43 Insassen getötet (siehe auch Flugunfall einer Antonow An-24 bei Hejce).[41]

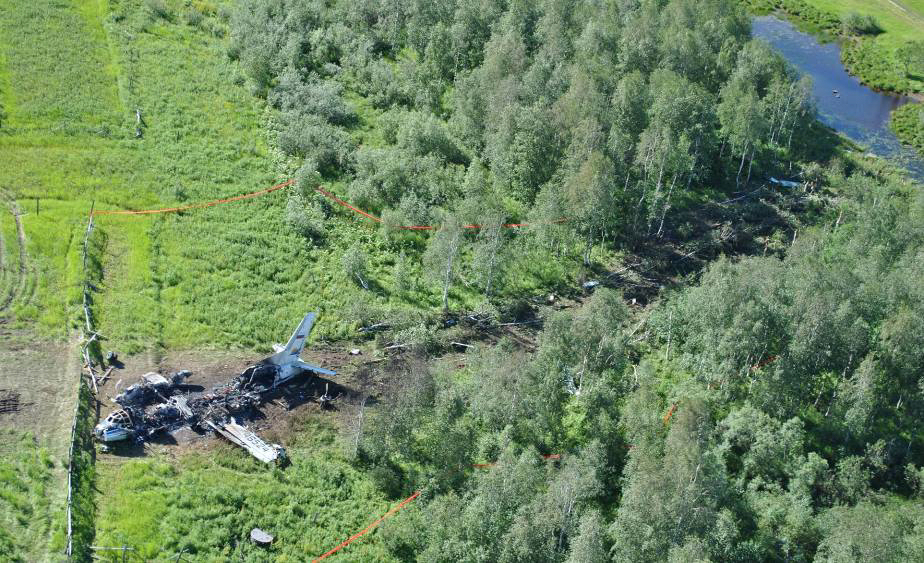
Die Unfallstelle der im August 2010 verunglückten An-24

- Am 25. Juni 2007 kollidierte eine Antonow An-24B der kambodschanischen PMTair (XU-U4A) in einer Höhe von ungefähr 500 Metern mit einem Hügel. Das Flugzeug befand sich auf dem Weg von Siem Reap nach Sihanoukville. Alle 22 Insassen starben.[42]

- Am 4. August 2010 verunglückte eine Antonow An-24 der russischen Katekavia (RA-46524) auf dem Weg vom Flughafen Tscheremschanka beim Landeanflug auf Igarka. Dabei kamen 12 von 15 Menschen an Bord ums Leben. Der Unfall wurde durch einen Pilotenfehler verursacht (siehe auch Katekavia-Flug 9357).[43]

- Am 11. Juli 2011 musste eine An-24RW der russischen Angara Airlines auf dem Fluss Ob notwassern, nachdem ein Triebwerk Feuer gefangen hatte. Der Rumpf des Flugzeugs hielt dem Aufprall auf dem Wasser nicht stand. Von den 37 Insassen kamen 7 ums Leben (siehe auch Angara-Airlines-Flug 5007).[44]

- Am 13. Februar 2013 stürzte eine Antonow An-24 der ukrainischen South Airlines (UR-WRA) beim Flug von Odessa nach Donezk durch einen Strömungsabriss während eines Durchstartversuchs ab. Der Kapitän hatte vorher bereits die vorgeschriebene Entscheidungshöhe unterschritten. Von den 52 Insassen starben 5, weitere 8 wurden verletzt (siehe auch South-Airlines-Flug 8971).[45]

- Am 27. Juni 2019 führte die Besatzung einer An-24 der russischen Angara Airlines (RA-47366) in Nischneangarsk in der russischen autonomen Republik Burjatien nach einem Triebwerksausfall eine Notlandung durch. Dabei kam sie von der Landebahn ab und kollidierte mit den Gebäuden einer Wasseraufbereitungsanlage. Von den 47 Personen an Bord[46] kamen 2 ums Leben, der Kommandant und der Flugingenieur.[47][48]

- Am 24. Juli 2025 stürzte eine An-24RW (RA-47315) der Angara Airlines auf dem Weg von Blagoweschtschensk nach Tynda etwa 15 Kilometer vor ihrem Zielflughafen ab. Alle Insassen, sechs Besatzungsmitglieder und 42 Passagiere, starben bei dem Absturz (siehe auch Angara-Airlines-Flug 2311).[49][50]

## Technische Daten

Dreiseitenriss

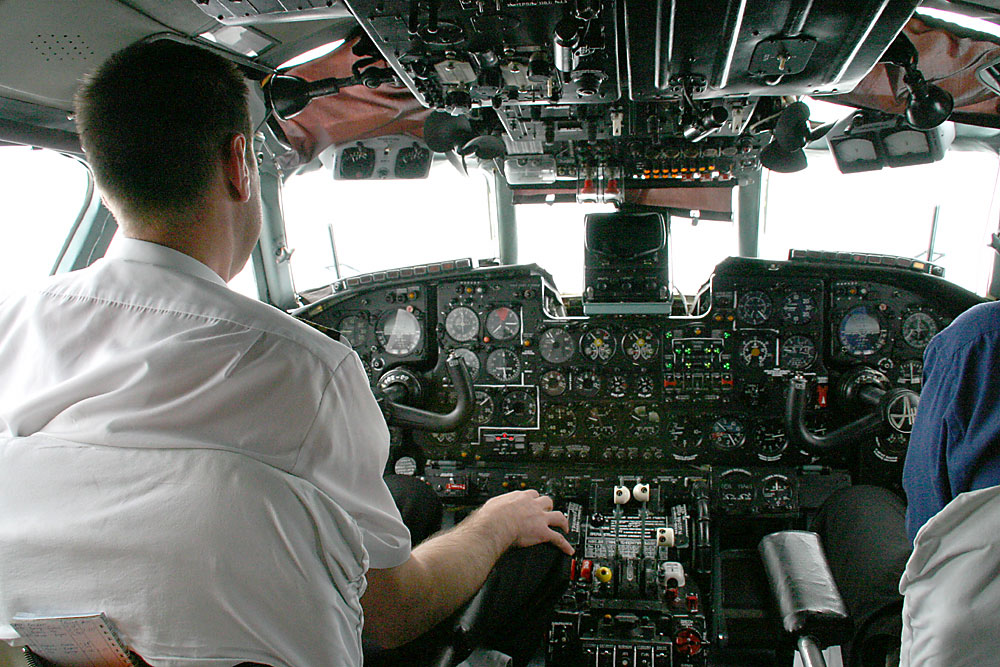
Cockpit der An-24

An-24 auf einer Briefmarke der DDR von 1969. Die Interflug betrieb ab 1966 bis in die 1970er Jahre hinein sieben An-24W, davon eine für das MfS

| Kenngröße             | Daten der An-24W                                                      |
| --------------------- | --------------------------------------------------------------------- |
| Besatzung             | 3–5                                                                   |
| Passagiere            | 50                                                                    |
| Länge                 | 23,53 m                                                               |
| Spannweite            | 29,20 m                                                               |
| Höhe                  | 8,32 m                                                                |
| Flügelfläche          | 74,98 m²                                                              |
| Flügelstreckung       | 11,4                                                                  |
| Leermasse             | 13.300 kg                                                             |
| Nutzlast              | 6.750 kg                                                              |
| Startmasse            | 21.000 kg                                                             |
| Höchstgeschwindigkeit | 680 km/h in 8000 m                                                    |
| Reisegeschwindigkeit  | 450 km/h                                                              |
| Dienstgipfelhöhe      | 8400 m                                                                |
| Reichweite            | 550–2440 km                                                           |
| Triebwerke            | zwei Turboproptriebwerke Iwtschenko AI-24A mit je 1.877 kW (2.552 PS) |